# Mineral

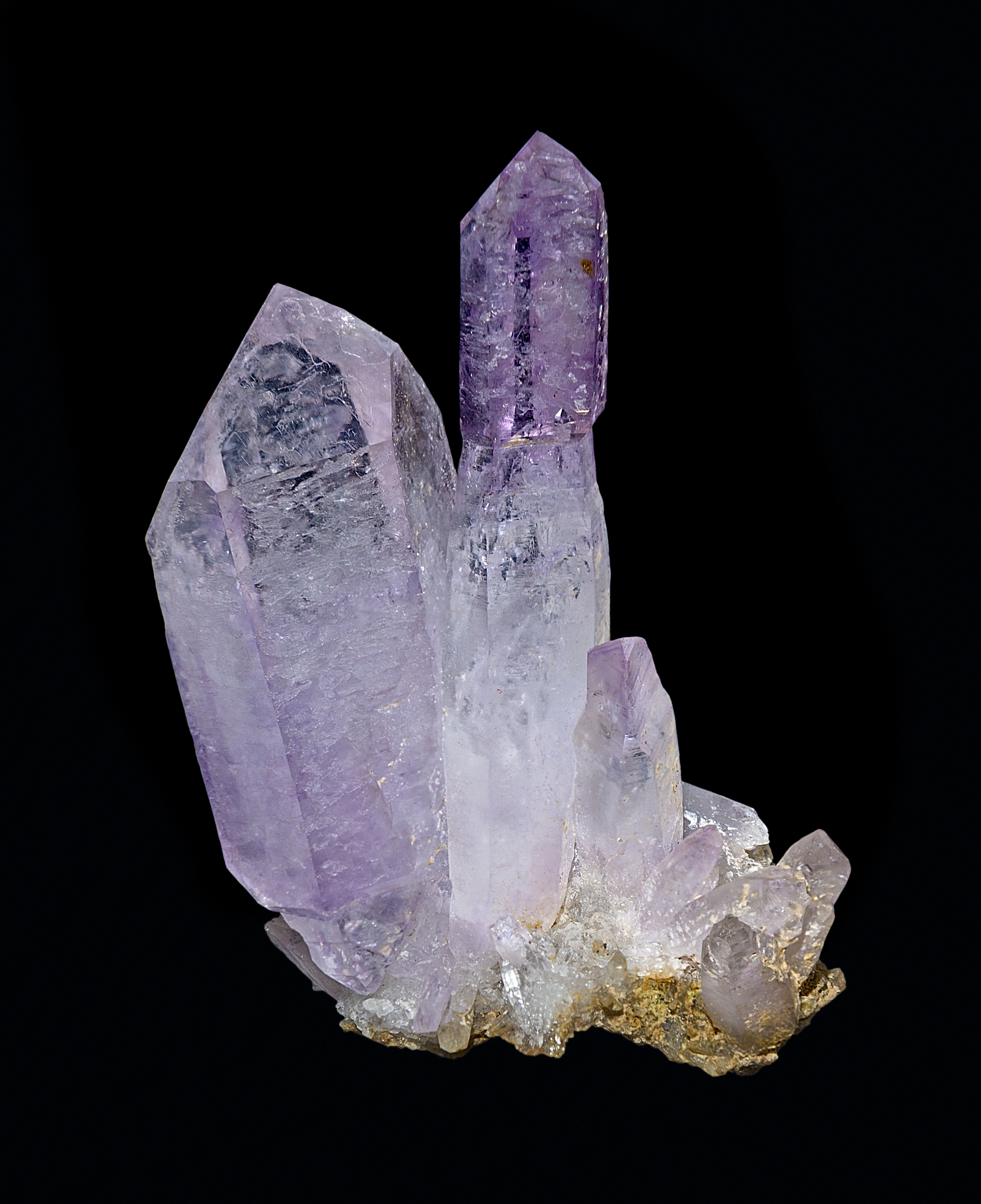
Cristall de quars ametista.

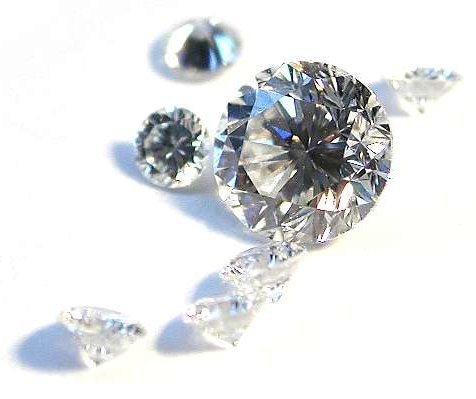
El diamant és un mineral fet de carboni pur.

Un mineral és un sòlid homogeni format per elements de la mateixa naturalesa que es presenta de manera natural i que ha estat format com a resultat de la interacció de processos geològics tant de tipus físic com químic. Els minerals es caracteritzen per formar una estructura cristal·lina és a dir una estructura interna molt ordenada i una composició química i unes propietats físiques determinades i constants.
El terme "mineral" té en compte no només la composició química del material sinó també la seva estructura, per això una mateixa composició química es pot presentar en dos materials completament diferents. La manera com es disposen a l'espai els àtoms i molècules determinarà les seves propietats. Un exemple seria el grafit i el diamant, ja que tots dos són formats exclusivament per àtoms de carboni. Les roques, en canvi, són agregats de minerals i/o mineraloides (amb propietats similars als minerals però sense estructura cristal·lina), i no tenen una composició química determinada. La mineralogia és la ciència que s'encarrega de l'estudi dels minerals, composició química, estructura cristal·lina, característiques físiques, gènesi, transformació i aprofitament per l'home.
Es coneixen milers de formes de minerals, des dels compostos per element químics o sals senzilles, fins als més complexos, com alguns tipus de silicats. Normalment, els compostos orgànics no es consideren minerals, tot i que estrictament parlant, el petroli o el gas natural, formats per processos geològics, ho serien. El cas del mercuri, és especial, és reconegut com a mineral per l'Associació Mineralògica Internacional (IMA en anglès, International Mineralogy Association) per raons històriques. Finalment, els materials creats per l'home, com per exemple els diamants artificials, no són considerats minerals encara que tinguin les mateixes propietats.

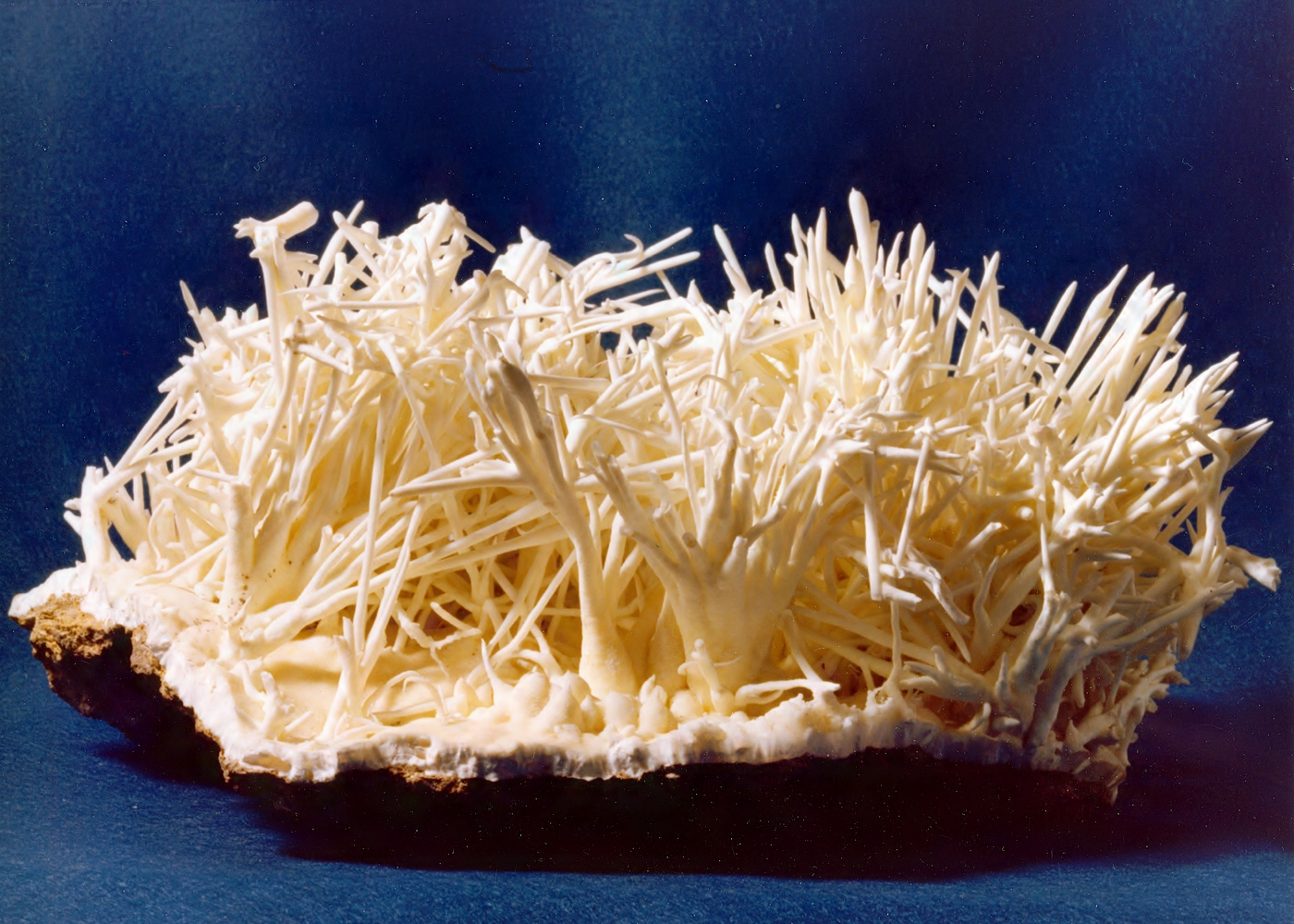
Cristalls d'aragonita (CaCO₃)

Per a ser classificat com un veritable mineral, una substància ha de ser sòlida i tenir una estructura cristal·lina, a més de ser una substància natural no produïda pels éssers vius, i tenir una composició química definida i homogènia. Les definicions tradicionals excloïen els materials orgànics, però l'Associació Mineralògica Internacional va adoptar una nova definició el 1995:
Un mineral és un element o compost químic que és normalment cristal·lí i que ha estat format com a resultat de processos geològics.
Un mineral pot tenir tres tipus d'orígens; origen inorgànic, en el qual només intervenen els processos geològics en la seva creació; orgànic, en el qual els organismes vius han tingut un paper important i fonamental en la seva formació; i també poden presentar un doble origen. Les classificacions modernes, com la de Dana o la de Strunz inclouen la classe orgànica.
Fins al mes de maig de 2025 hi ha 6.145 minerals reconeguts per l'Associació Mineralògica Internacional, l'associació que té la responsabilitat d'aprovar i nomenar els minerals. De tots aquests minerals un centenar són considerats comuns, uns 50 serien d'ocurrència ocasional i la resta serien rars o molt rars.

## Estructura cristal·lina

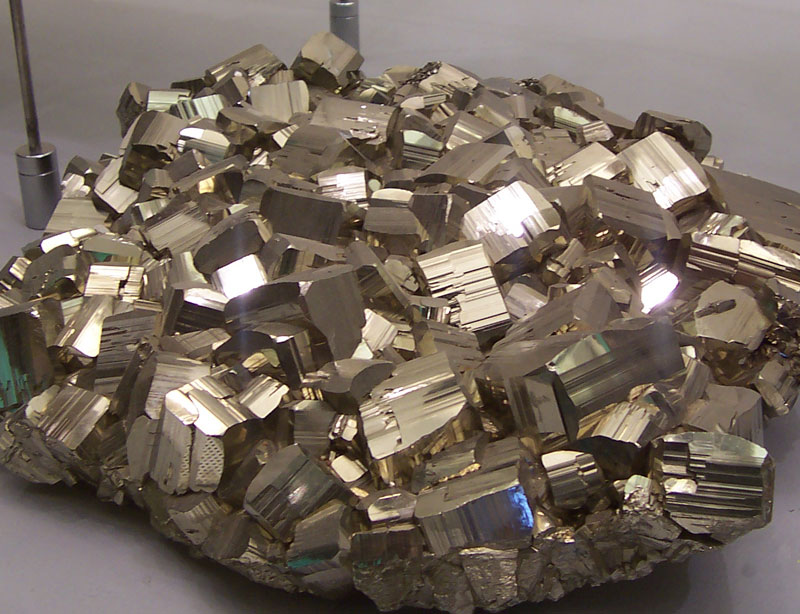
Pirita

Un dels pilars fonamentals de l'estudi dels minerals, i un dels element determinants per a la seva classificació, és la determinació de la seva estructura cristal·lina (o la seva mancança), aquest factor determina conjuntament la composició química, la majoria de les propietats del material i proporciona indicacions clares sobre els processos i ambients geològics que són al seu origen, a més del tipus de roca del que podrà formar part. En aquest context, estructura cristal·lina fa referència a la disposició espacial de llarg abast en què es troben els àtoms o les molècules en el mineral. A la natura hi ha 14 xarxes cristal·lines o disposicions tridimensionals bàsiques de partícules (en aquest cas es tracta d'àtoms o de molècules), que corresponen a les 14 xarxes de Bravais, que, al seu torn, pertanyen a un dels 7 sistemes de cristal·lització fins ara coneguts (cúbic, tetragonal, hexagonal, trigonal, ròmbic, monoclínic i triclínic), amb l'excepció coneguda dels quasicristalls. Aquestes estructures es basen en una disposició interna d'àtoms o ions que sovint tenen un reflex en la forma geomètrica que prenen els cristalls. Fins i tot quan els cristalls són massa petits per ser vistos a ull nu o es presenten en formes irregulars, l'estructura cristal·lina subjacent és sempre periòdica i pot ser determinada per mitjà de tècniques basades en la difracció de raigs X.
La combinació entre la composició química i l'estructura cristal·lina defineixen un mineral, és molt comú que les substàncies cristal·litzin de diferents maneres en condicions geològiques diferents, però també és possible que substàncies amb una composició química molt diferent cristal·litzin de manera similar. Quan tenim diferents minerals que tenen la mateixa composició química però presenten diferents estructures cristal·lines parlem de polimorfisme, materials polimorfs d'u mateix compost, per exemple, la pirita i la marcassita són compostes per sulfur de ferro, (FeS₂, però presenten un aspecte i unes propietats físiques completament diferents. D'altra banda podem tenir alguns minerals amb una composició química diferent però amb la mateixa estructura cristal·lina, com a exemple podem citar l'halita (clorur de sodi, NaCl), la galena (sulfur de plom(II), PbS) i l'esfalerita (sulfur de zinc, ZnS) que comparteixen una sistema cristal·lí cúbic.
L'estructura cristal·lina té una importància cabdal sobre les propietats físiques que presentarà el mineral, per exemple, tant el diamant com el grafit tenen la mateixa composició química, ambdós són formats exclusivament per carboni pur, però mentre el grafit és força tou, el diamant és el mineral més dur conegut. Això és així perquè els àtoms de carboni del grafit són disposats en fulles, que es poden desplaçar unes sobre les altres, mentre que al diamant tenen una distribució tridimensional que no permet desplaçaments.

### Roques i minerals

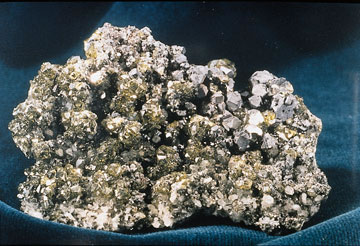
Esfalerita

Tot i que en el llenguatge comú els termes mineral i roca són utilitzats de vegades gairebé com a sinònims, és important remarcar que hi ha una diferència clara entre els dos. Mentre un mineral és un sòlid amb una composició química específica i una estructura cristal·lina definida, una roca és un agregat format per un o més minerals, però també pot contenir restes orgàniques i mineraloides. Algunes roques són formades de manera predominant per un únic mineral, en seria un exemple la pedra calcària, una roca sedimentària formada gairebé en exclusiva per calcita, però en la majoria dels casos, les roques són una barreja complexa de diversos minerals en proporcions variables, alguns minerals com els quars, la mica o el feldespat són molt comuns mentre que d'altres només han estat trobats en unes poques localitzacions a tot el món. La gran majoria de les roques de l'escorça terrestre són formada per quars, feldespat, mica, clorita, caolinita, calcita, epidot, olivina, augita, hornblenda, magnetita, hematites, limonita i pocs més minerals. Més de la meitat de les espècies minerals conegudes són tant rares que només han estat trobades en uns poques mostres i de moltes d'altres només en disposem d'una o dues petites mostres.
Els minerals i roques comercialment valuosos es denominen minerals industrials, les roques que s'extreuen de les mines amb propòsits econòmics es denominen menes i els materials que queden un cop el minerals buscats han estat separats de les menes es denominen escombreres o runams.

### Els minerals de les roques

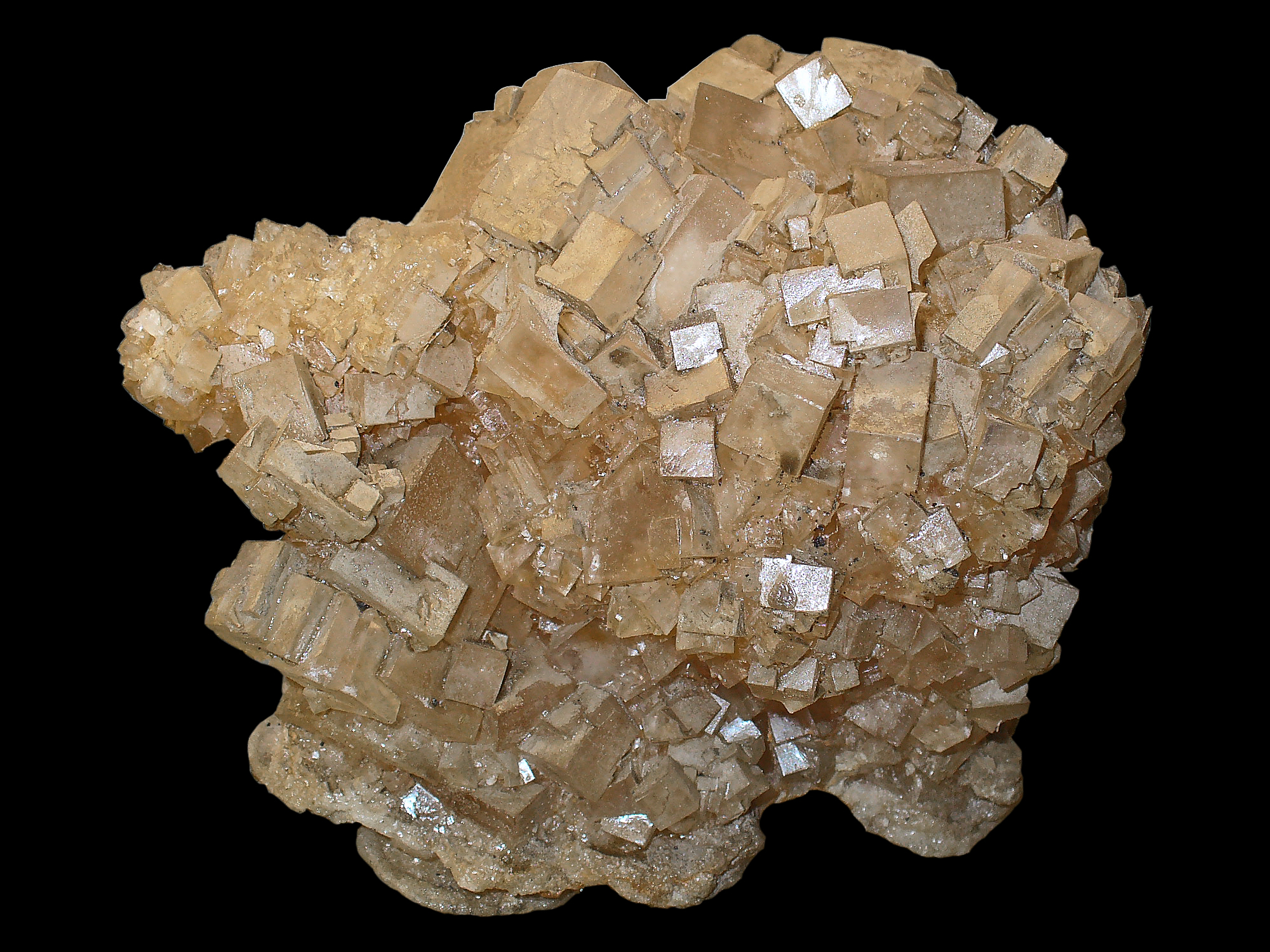
Halita

El factor determinant per a la formació d'un mineral en una massa rocosa és la seva composició química, un mineral només es podrà formar quan els elements necessaris siguin presents a la roca. La calcita és el mineral més comú a la pedra calcària, es tracta essencialment de carbonat de calci; el quars és comú als gresos i a certes roques ígnies que contenen un alt percentatge de diòxid de silici.
Tanmateix, hi ha d'altres factors de similar importància que determinen la formació de minerals o paragènesi en una formació rocosa, en serien el tipus d'origen de la roca i els estadis pels que ha passat fins a arribar a la seva situació actual. Dues masses de roca poden tenir la mateixa composició química i presentar unes formacions de minerals completament diferents. La tendència sempre és que els compostos es formaran quan siguin estables sota les condicions en les quals es va originar la roca. El granit apareix amb la consolidació d'un magma a altes temperatures i pressions i els minerals que el componen seran aquells que són estables en aquestes condicions. Quan són exposats a la humitat, l'àcid carbònic o a altres agents a les temperatures ordinàries de la superfície de la Terra, alguns dels minerals, com el quars o la mica, continuen essent relativament estables i no són afectats, en canvi, hi ha d'altres que en aquestes condicions pateixen un procés de meteorització o desintegració i són reemplaçats per noves combinacions. Així, el feldespat dona pas a la caolinita, la moscovita i el quars, i qualsevol mineral màfic com el piroxè, l'amfíbol o la biotita és sovint alterat per crear la clorita, l'epidot, el rútil o d'altres substàncies. Aquests canvis són acompanyats per la desintegració, i la roca esdevé una massa terrosa que pot ser vista com a terra o sorra. Els materials formats d'aquesta manera poden ser arrossegats i dipositats com a gresos o limolites. L'estructura de la roca original és reemplaçada per una de nova i els minerals que en formen part són alterats profundament, però la composició química del conjunt no serà massa diferent. Les roques sedimentàries com el granit poden patir un nou metamorfisme, si el magma queda encaixat entre aquestes roques irradiant grans quantitats de calor, o si són subjectes a grans pressions amb altes temperatures i friccions durant la formació de les muntanyes, poden esdevenir gneis, que no és massa diferent en la seva composició però és radicalment diferent quant a la seva estructura.

## Propietats físiques

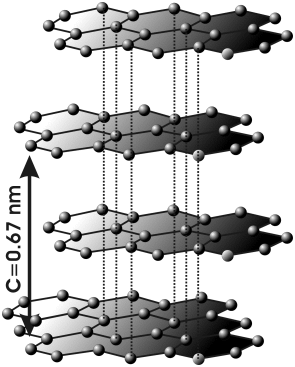
Estructura cristal·lina del grafit.

Les propietats físiques dels minerals són una conseqüència de la seva composició química i de les seves característiques estructurals. Les propietats físiques més evidents i més fàcilment comparables són les més utilitzades per a la identificació d'un mineral i en la majoria dels casos aquestes propietats són suficients per a una correcta identificació. Però quan això no és possible, o quan hi ha un alt grau d'ambigüitat, cal l'ajut de tècniques més complexes com l'anàlisi química, l'estudi amb els microscopi de llum polaritzada o de la difracció de raigs X.

### Color

Sistema cristal·lí cúbic del diamant.

El color és una característica important dels minerals, ja que pot ajudar a la seva identificació però també pot portar a engany atès que alguns minerals poden presentar diferents colors, fins i tot en algun cas ha portat a donar noms diferents en funció del color, és el cas del quars, que quan és de color lila es diu ametista i quan és groc citrina, si és transparent cristall de roca, etc.
La llum blanca conté totes les longituds d'ona, el color és causat per l'absorció o la manca d'absorció de determinades longituds d'ona quan la llum entra en contacte amb els minerals, de manera que algunes són reflectides i d'altres no (en els materials translúcids i transparents una part de la llum els travessa). Que determinades longituds d'ona siguin absorbides dependrà dels elements químics que siguin presents en la composició del mineral i dels enllaços que els uneixin. La presència de certs elements pot explicar un determinat color, però aquests elements poden produir diferents colors en funció del tipus d'enllaç químic i el color pot ser alterat per la presència d'impureses o per l'exposició a la calor o a radiacions.
En funció del color els minerals es poden classificar en:
- Acromàtics: Minerals transparents sense color. La llum els travessa sense que hi hagi absorció de cap longitud d'ona. Exemples: quars transparent (cristall de roca), diamants transparents.
- Idiocromàtics: El mineral presenta un color determinat a causa de la seva composició química, el color és inherent a la presència d'un determinat element químic. Exemples: l'atzurita és blava a causa del coure, la malaquita és verda a causa del coure, la goethita és groga a causa del ferro, la rodonita és rosa a causa del manganès.
- Al·locromàtics: Els minerals presenten diferents colors en funció de les traces d'impureses que contenen o a causa de defectes en la seva estructura. El color és variable i no pot ser predit, com és el cas dels idiocromàtics. Exemples: algunes varietats de quars, de beril o de feldespat.
- Pseudocromàtics: El color és degut a efectes òptics com per exemple la difracció o la dispersió de la llum. Exemples: òpal, labradorita.

A més el color també pot ser degut a incrustacions d'altre minerals com en el cas del jaspi.

### Lluïssor

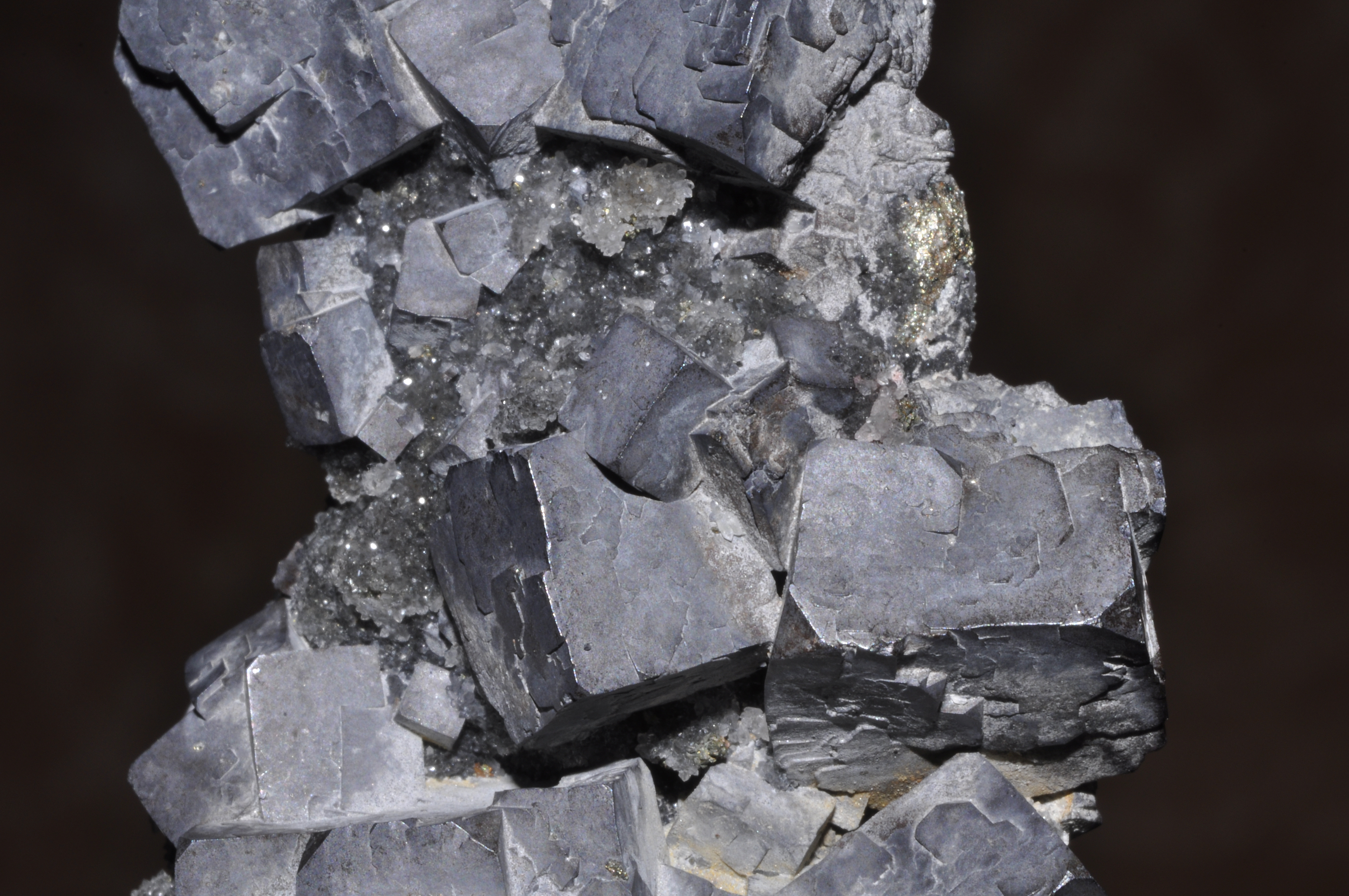
Galena

La lluïssor indica la manera en què la superfície del mineral interacciona amb la llum incident, depèn especialment de l'índex de refracció de la llum. El tipus i la intensitat de la lluïssor varia d'acord amb la naturalesa de la superfície del mineral anant des d'una aparença greixosa fins a l'aparença vítria:
- Greixosa: com si estigués cobert amb una prima capa d'oli, és el resultat d'una superfície microscòpicament rugosa. Exemple: òpal.
- Adamantina: presenta un reflex fort i brillant com el del diamant, és causat per un alt índex de refracció. Exemple: diamant.
- Metàl·lica: amb un aspecte brillant que recorda a un metall polit. Exemple: galena, pirita.
- Nacrada: presenta una lluïssor irisada similar a la perla. Exemple: moscovita, estilbita.
- Resinosa: amb una lluïssor similar a la resina. Exemple: monacita.
- Sedosa: amb una lluïssor similar a la seda. Exemple: asbest, ulexita.
- Vítria: amb una lluïssor similar a la del vidre. Exemple: turmalina, calcita.

### Color de la ratlla

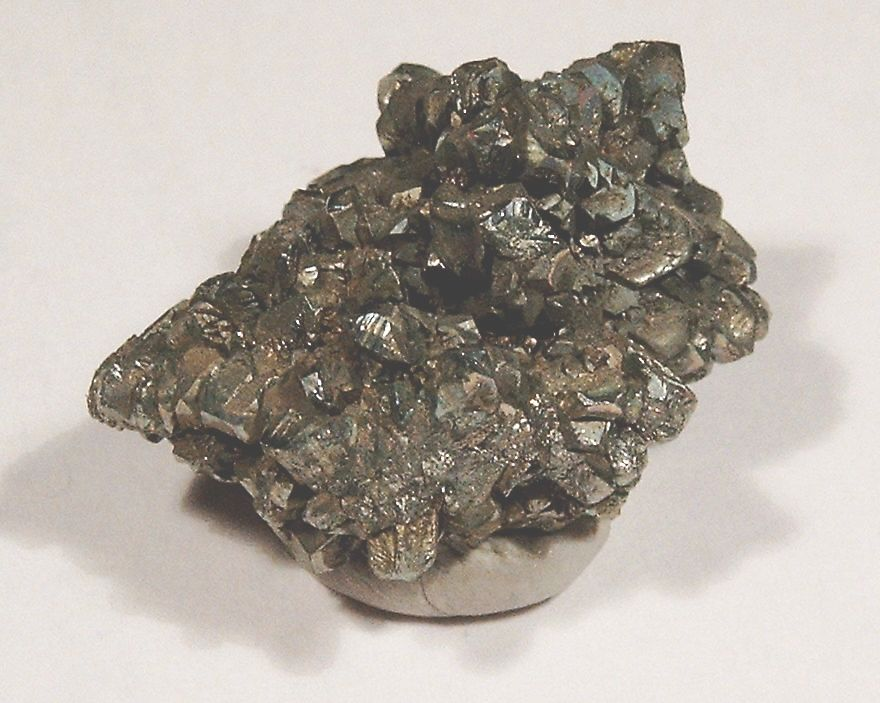
Marcassita

El color de la ratlla d'un mineral és el color de la pols que queda en forma de ratlla en fregar el mineral sobre una superfície 
de porcellana no vidriada. És una prova diagnòstica millor que el color, ja que és molt més constant. Moltes vegades no coincideix el color de la ratlla amb el que observem al mineral, per exemple, la ratlla de tots els minerals de quars, sigui quin sigui el seu color, transparent (el cristall de roca), lila (ametista), groc (citrina) o marró fosc (quars fumat), és sempre blanca. Malauradament aquest mètode no pot ser utilitzat en tots els minerals, la porcellana té una duresa aproximada de 7 en l'escala de Mohs i això exclou els minerals de duresa superior a aquest valor, com per exemple la majoria dels silicats.

### Duresa

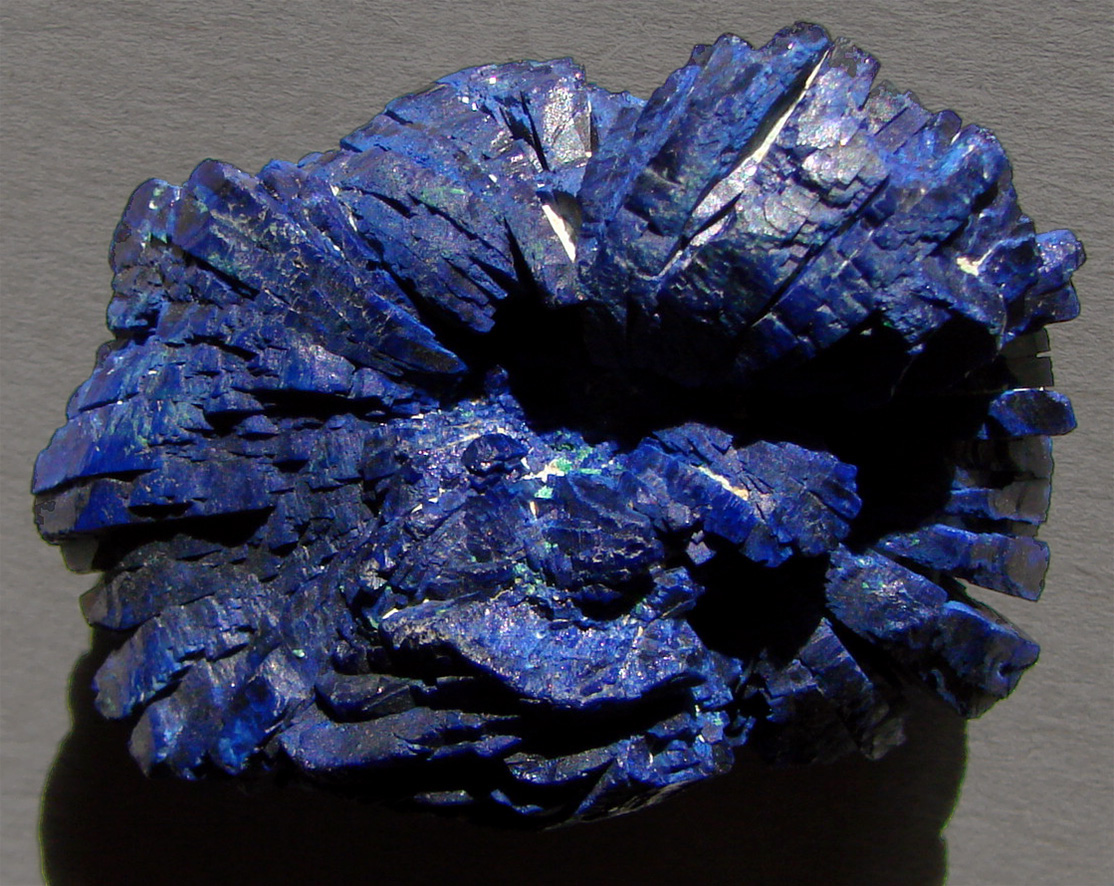
Atzurita

La duresa és la resistència d'un mineral a l'abrasió, a ser ratllat per un altre material. És una propietat molt important per identificar un mineral, s'utilitza una escala relativa anomenada escala de Mohs que es basa en 10 minerals de ratlla blanca.
|           | Duresa | Mineral                                               | Composició química    |
| --------- | ------ | ----------------------------------------------------- | --------------------- |
| Molt tous | 1      | Talc, (es pot ratllar fàcilment amb l'ungla)          | Mg₃Si₄O10(OH)₂        |
| Molt tous | 2      | Guix, (es pot ratllar amb l'ungla amb més dificultat) | CaSO₄·2H₂O            |
| Tous      | 3      | Calcita, (es pot ratllar amb una moneda de coure)     | CaCO₃                 |
| Tous      | 4      | Fluorita, (es pot ratllar amb un ganivet)             | CaF₂                  |
| Tous      | 5      | Apatita, (es pot ratllar difícilment amb un ganivet)  | Ca₅(PO₄)₃(OH-,Cl-,F-) |
| Durs      | 6      | Feldespat, (es pot ratllar amb una escata d'acer)     | KAlSi₃O₈              |
| Durs      | 7      | Quars, (ratlla el vidre)                              | SiO₂                  |
| Durs      | 8      | Topazi, (és ratllat pel carbur de tungstè)            | Al₂SiO₄(OH-,F-)₂      |
| Durs      | 9      | Corindó, (només es ratlla pel diamant)                | Al₂O₃                 |
| Molt dur  | 10     | Diamant, (el mineral natural més dur)                 | C                     |

### Exfoliació
L'exfoliació és la tendència d'un mineral a trencar-se seguint unes direccions preferents que depenen de la seva estructura interna (a causa de l'existència de plans amb enllaços febles). Quan se sotmet el mineral a una tensió tendeixen a trencar-se els enllaços febles d'un mateix pla. No tots els minerals tenen plans definits d'exfoliació, però els que sí que els posseeixen poden ser identificats per les superfícies llises distintives que es produeixen quan es trenca el mineral. L'exfoliació pot ser en làmines (mica, moscovita), en cubs (galena, halita), en octàedres (fluorita), en dodecàedres, en romboèdres (calcita), o en prismes (tremolita, cerussita). I en funció de la seva qualitat pot ser classificada com excel·lent quan l'exfoliació és en làmines (guix), perfecta quan s'exfolia en formes regulars (halita, fluorita), bona quan els plans d'exfoliació no són rectes, imperfecta si no és neta (apatita, cassiterita) i molt imperfecta si no hi ha exfoliació (corindó).

### Fractura

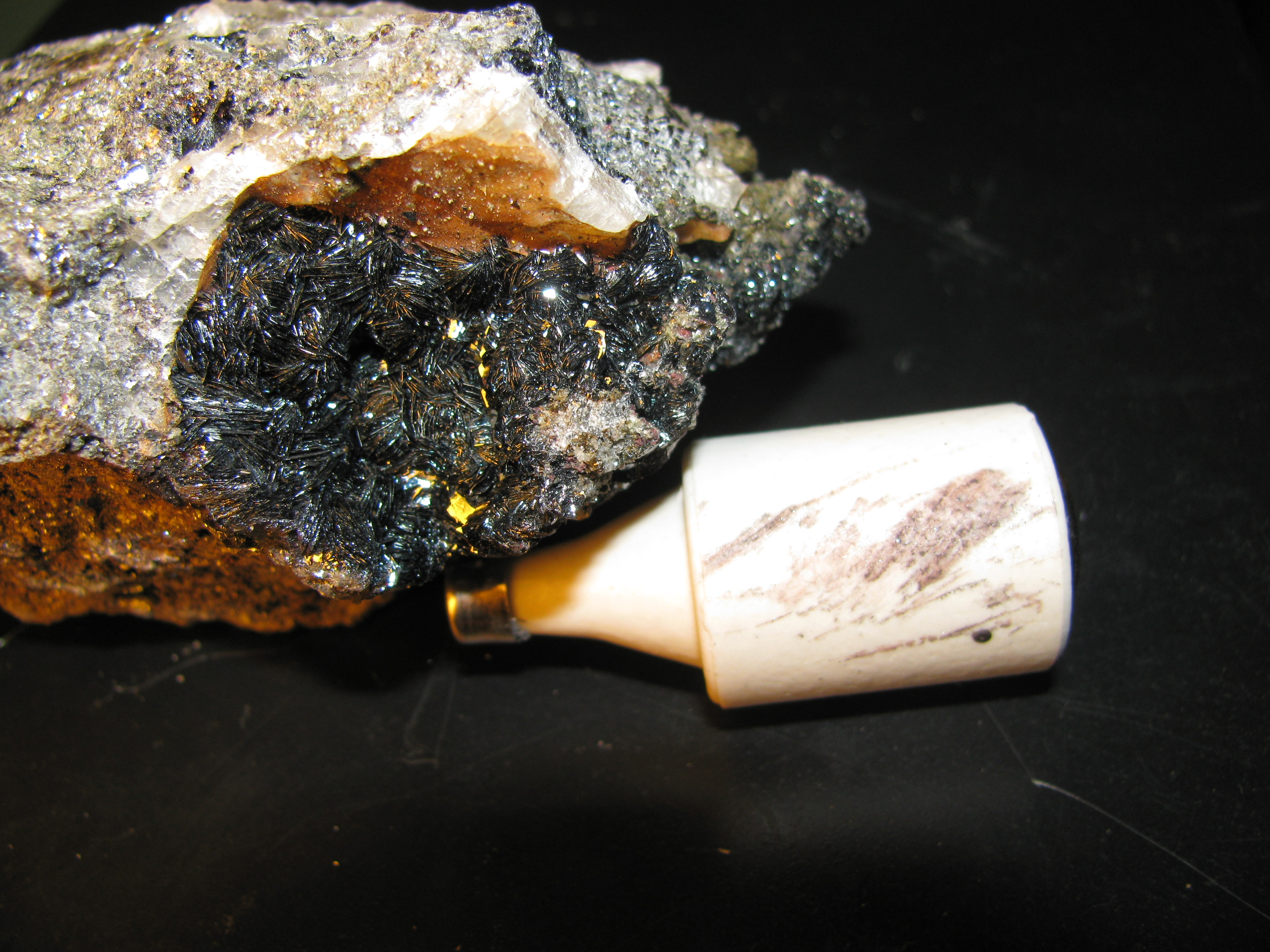
Hematites i la seva ratlla de color vermell-rovellat sobre un corró de porcellana.

La fractura és la propietat que tenen els minerals que tenen una exfoliació molt imperfecta de trencar-se en diversos fragments irregulars. Es classifiquen en diferents tipus en funció del seu aspecte: estelloses, concoidals o concoides, llises, desiguals, terroses o granulars.

### Tenacitat
La tenacitat és una mesura de la cohesió del mineral, de la seva resistència a ser trencat i podem parlar de minerals fràgils i tenaços o resistents. La tenacitat no reflecteix necessàriament la duresa (en termes de l'escala de Mohs), podem tenir casos com el diamant que és el mineral més dur però al mateix temps té una tenacitat relativament baixa perquè es pot trencar fàcilment amb un impacte.

### Pes específic
El pes específic o densitat relativa és la relació entre el pes d'un determinat volum (1 cm³) d'un mineral i el pes del mateix volum d'aigua pura a 4 °C. Per a la mesura s'utilitza la balança de Jolly. El pes específic dependrà del tipus d'àtoms i de la seva organització espacial. Per exemple, en cas del diamant (3,5) i el grafit (2,2), tots dos formats per àtoms de carboni pur, la diferència rau a la major compactació dels àtoms del diamant.

### Altres
A més de les citades, els minerals poden posseir d'altres propietats físiques que poden ajudar a identificar-los com: fluorescència, luminescència, fosforescència, magnetisme (magnetita, siderita), radioactivitat, solubilitat en aigua, reactivitat (amb àcid per exemple), piezoelectricitat, piroelectricitat (turmalina), etc.

## Classificació

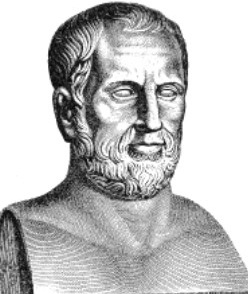
Teofrast, el primer en intentar una classificació per als minerals

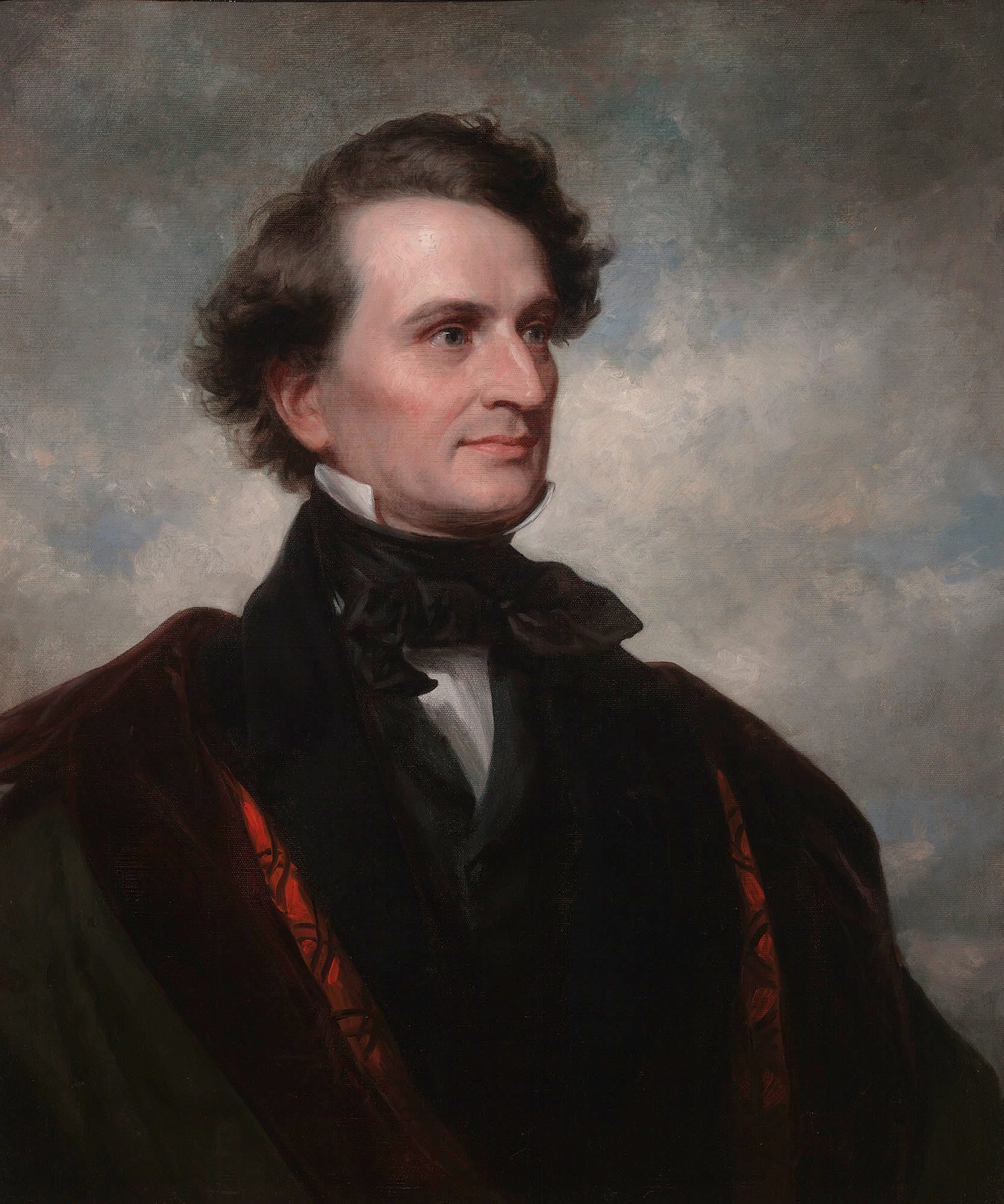
James Dana, autor d'una de les classificacions de minerals més emprades en l'actualitat

El primer a tractar els minerals d'una manera científica intentant una classificació va ser Teofrast (372 aC-287 aC). Va escriure un tractat sobre les roques, possiblement la primera llista sistemàtica qualitativa, on les classificava segons el seu comportament en ser escalfades. A més agrupava els minerals per les seves propietats comunes; per exemple va agrupar la magnetita i l'ambre perquè tenien la propietat d'atreure. També comentà la diferent duresa dels minerals. És sabut que va escriure un tractat sobre les mines però no ha arribat als nostres dies.
Plini el Vell (23-79) va ser el continuador de Teofrast. Tots dos són considerats els iniciadors de la mineralogia i, per extensió, de la geologia. Va fer referència al tractat de Teofrast a la seva "Història Natural" (77), on va actualitzar i ampliar la informació disponible. Teofrast va ser més sistemàtic i, comparativament, lliure de faules i màgia, mentre que Plini el Vell és més extensiu i presta molta més atenció a l'hàbit cristal·lí i a la duresa. No es troba cap altre intent seriós de classificar els minerals fins que Carl von Linné (1707-1778) va intentar idear una nomenclatura basant-se en els conceptes de gènere i espècie, tot i que no va tenir massa èxit i va deixar d'usar-se el segle xix. Amb el posterior desenvolupament de la química, el químic suec Axel Fredrik Cronstedt (1722-1765) va elaborar la primera classificació de minerals en funció de la seva composició. Ivan Kostov (1913-2004) va fer la seva proposta el 1953 basant-se en la composició química i l'estructura cristal·lina dels minerals.
Actualment, dues són les classificacions més comunes que s'empren per als minerals: la classificació de Dana i la classificació de Nickel-Strunz. Totes dues es basen en la composició del mineral, donant molta importància als grups químics i la seva estructura.
El Sistema de Mineralogia de Dana (en anglès, Dana System of Mineralogy) va ser publicat per primera vegada en 1837 pel geòleg estatunidenc James Dwight Dana, i actualment es troba en la seva vuitena edició. A la classificació de Dana, s'assigna un nombre compost de quatre parts a cada espècie mineral: el primer nombre és la seva classe, basada en grups de composició importants; en el segon nombre, el tipus dona la relació de cations i anions en el mineral; els últims dos nombres agrupen el mineral segons la seva semblança estructural mitjançant una classe determinada.
La Classificació de Nickel-Strunz, va ser proposada el 1941 pel mineralogista alemany Karl Hugo Strunz (1910-2006) a la seva obra Mineralogischen Tabellen i ajustada el 2004 per l'Associació Mineralògica Internacional. Es basa en el sistema de Dana, tot combinant-lo amb criteris estructurals atenent a la distribució dels enllaços químics.
En aquesta classificació, els minerals es divideixen en 10 classes principals segons la seva composició: elements, sulfurs, halurs, òxids, nitrats, carbonats, borats, sulfats, fosfats, silicats i compostos orgànics, que se subdivideixen en divisions, famílies i grups en funció de la seva composició química i estructura cristal·lina.

### Classificació de Dana
- Classe I: Elements natius
- Classe II: Sulfurs
- Classe III: Òxids i hidròxids
- Classe IV: Halurs
- Classe V: Carbonats, nitrats i borats
- Classe VI: Sulfats, cromats i selenats
- Classe VII: Fosfats, arsenats i vanadats
- Classe VIII: Silicats
- Classe IX: Compostos orgànics

### Classificació de Nickel-Strunz
- Classe I: Elements natius
- Classe II: sulfurs i sulfosals
- Classe III: halurs
- Classe IV: òxids i hidròxids
- Classe V: carbonats i nitrats
- Classe VI: borats
- Classe VII: sulfats
- Classe VIII: fosfats
- Classe IX: silicats
- Classe X: compostos orgànics

Els criteris emprats per classificar els minerals, a banda dels químics o estructurals, poden ser molt diversos:

### Classificació segons l'origen
Segons l'origen els minerals poden ser: 
- Sedimentaris
- Ignis, els quals es formen per la solidificació del magma davant una reducció de temperatura, sigui dintre de l'escorça terrestre — amb el qual es produïxen roques plutòniques — o al brollar a la superfície — produint roques volcàniques.
- Metamòrfics

### Classificació segons la seva aplicació
Estan presents en nombroses substàncies, que es poden classificar pel seu àmbit d'aplicació en: 
- Substàncies relacionades a la geologia i que s'estudien en l'àmbit de la mineralogia.
- Substàncies que tenen un paper rellevant en l'alimentació i que s'estudien en l'àmbit de la nutrició.

## Aplicacions dels minerals
Els minerals tenen gran importància per les seves múltiples aplicacions en els diversos camps de l'activitat humana. La indústria moderna depèn directament o indirectament dels minerals. Es fan servir per fabricar tota mena de productes, des d'eines i ordinadors fins a gratacels. Alguns minerals s'utilitzen pràcticament tal com s'extreuen, com per exemple el sofre, el talc, o la sal, etc. Altres, en canvi, han de ser sotmesos a diversos processos per obtenir el producte desitjat com el ferro, el coure, l'alumini, l'estany, etc.
Els minerals són un recurs natural de gran importància per a l'economia d'un país, molts productes comercials són minerals, o s'obtenen a partir d'un mineral. Molts elements dels minerals resulten essencials per a la vida, presents en els organismes vius en quantitats mínimes.
Els minerals tenen una infinitat d'aplicacions que inclouen els més variats camps de l'activitat humana. La principal és, sens dubte, la de constituir la font d'obtenció dels diferents metalls, base tecnològica de la civilització moderna. Així, de diferents tipus de quars i silicats, es produeix el vidre; el grafit s'utilitza per a les mines de llapis o amb diferents barreges de minerals es produeixen components per a computadores. Els minerals que entren en la categoria de pedres fines o semiprecioses, com els diamants, els topazis, o els robins, es destinen a la creació de joies. Els nitrats i fosfats són utilitzats com a adobs per a l'agricultura. Alguns materials, com per exemple el guix, són utilitzats directament en la construcció.

## Galeria

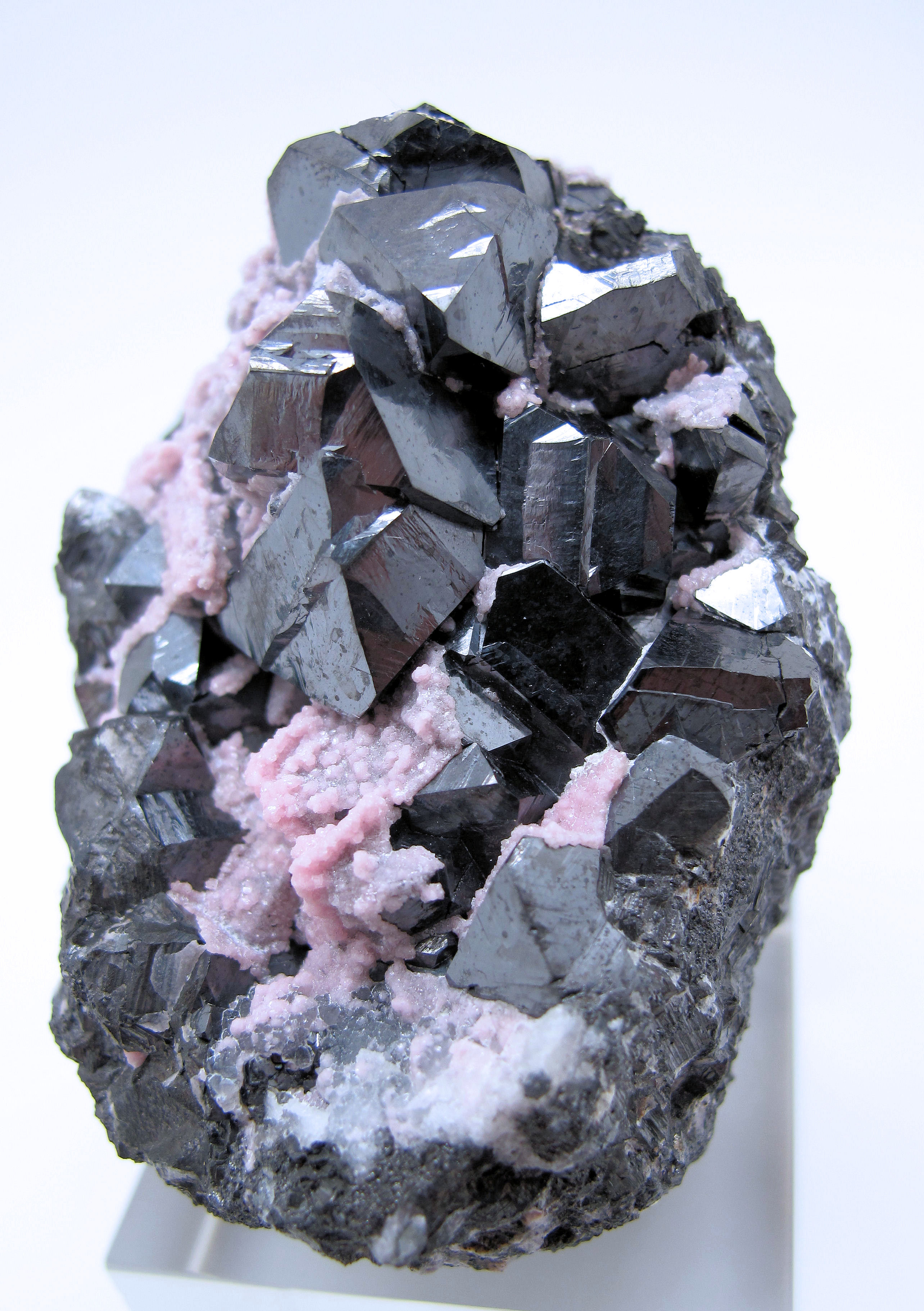
Cristalls octaèdrics d'alabandita amb rodocrosita, d'Uchucchacua, Oyon, Lima, Perú (mida: 60 mm x 59 mm)
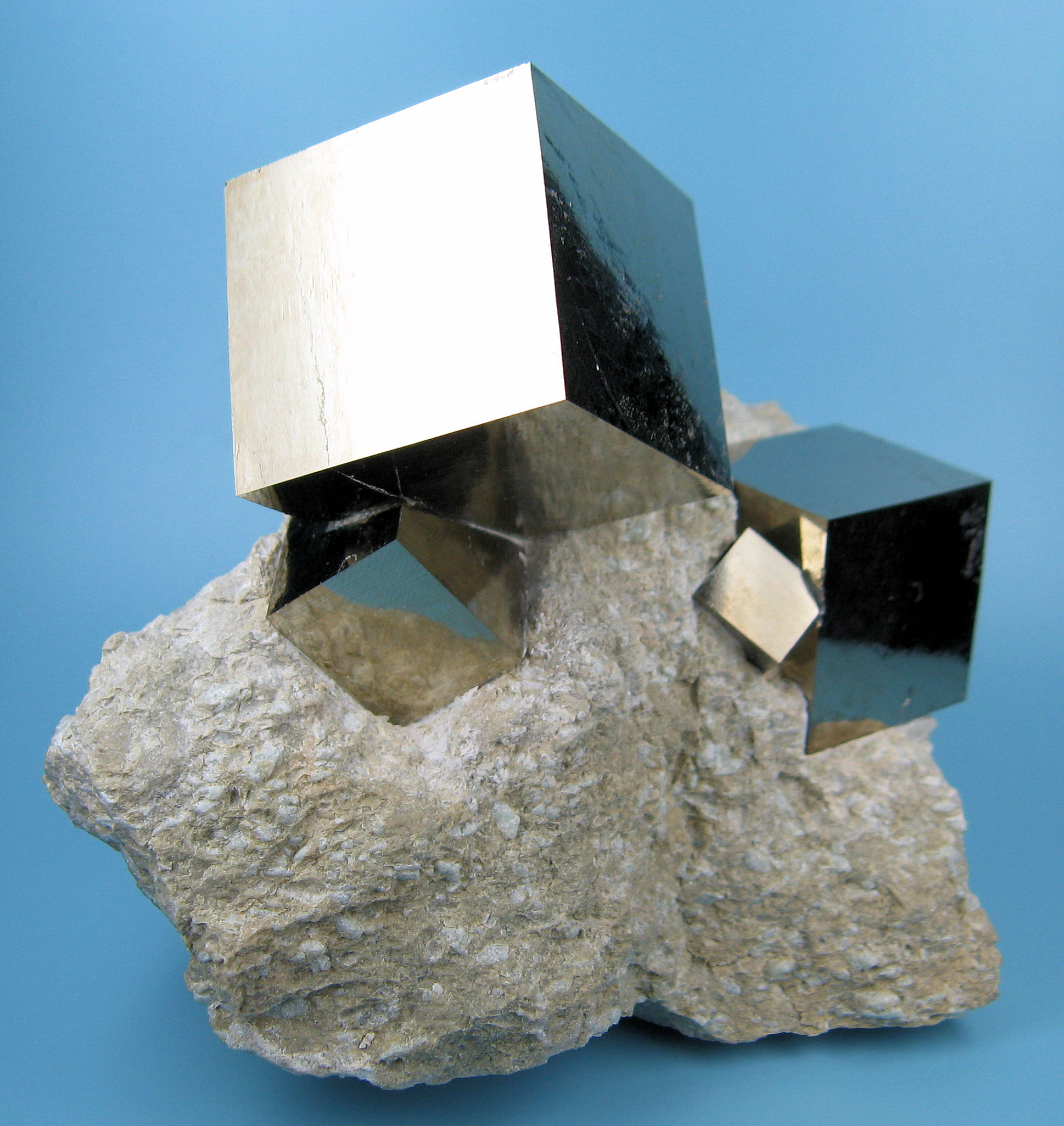
Cristalls cúbics de pirita sobre marga, de Navajún, Rioja, Espanya (mida: 95 x 78 mm, cristall principal: 31 mm)
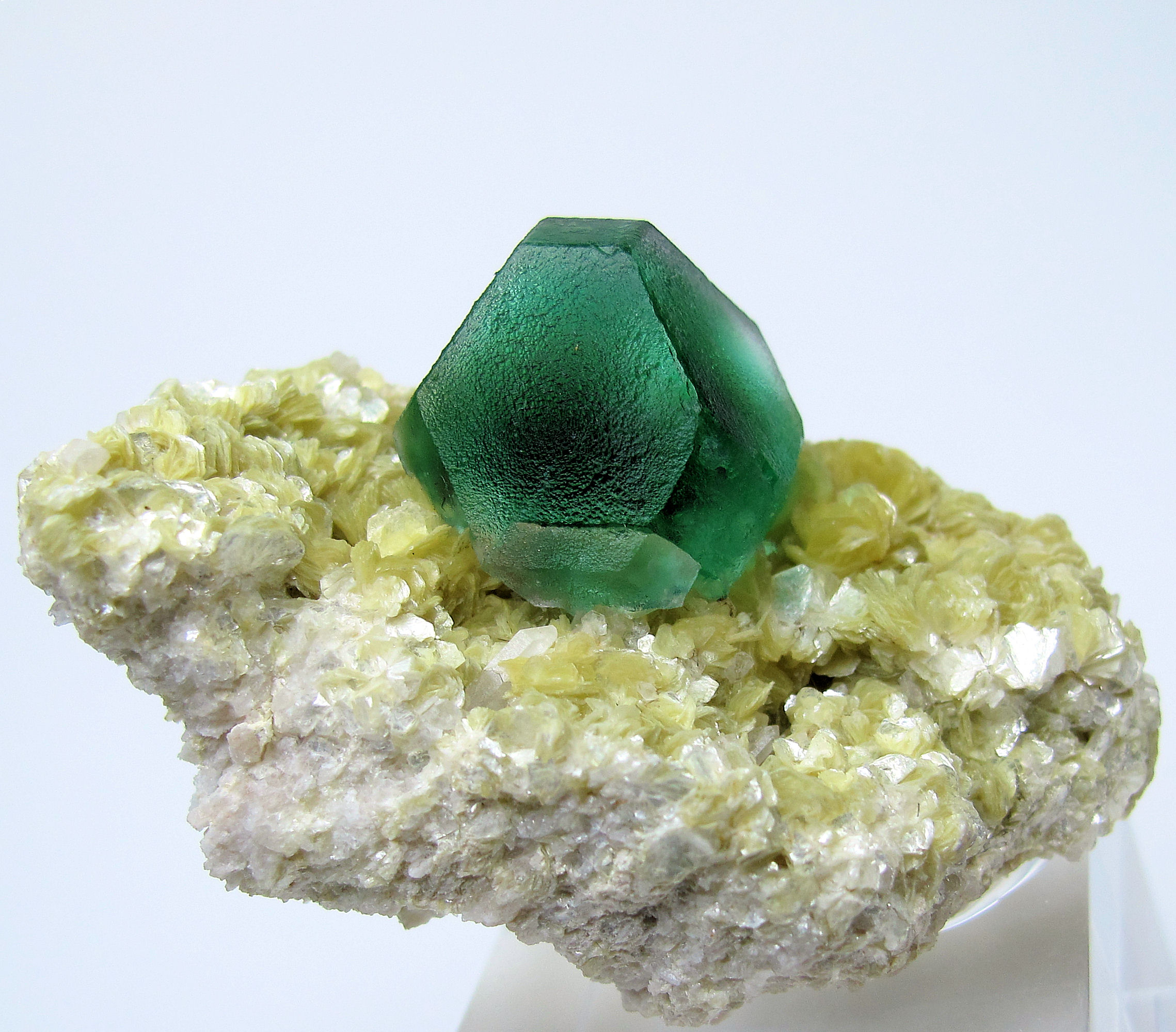
Cristall cub-octaèdric de fluorita d'Erongo, Namíbia (mida total: 50 mm x 27 mm, cristall: 19 mm)
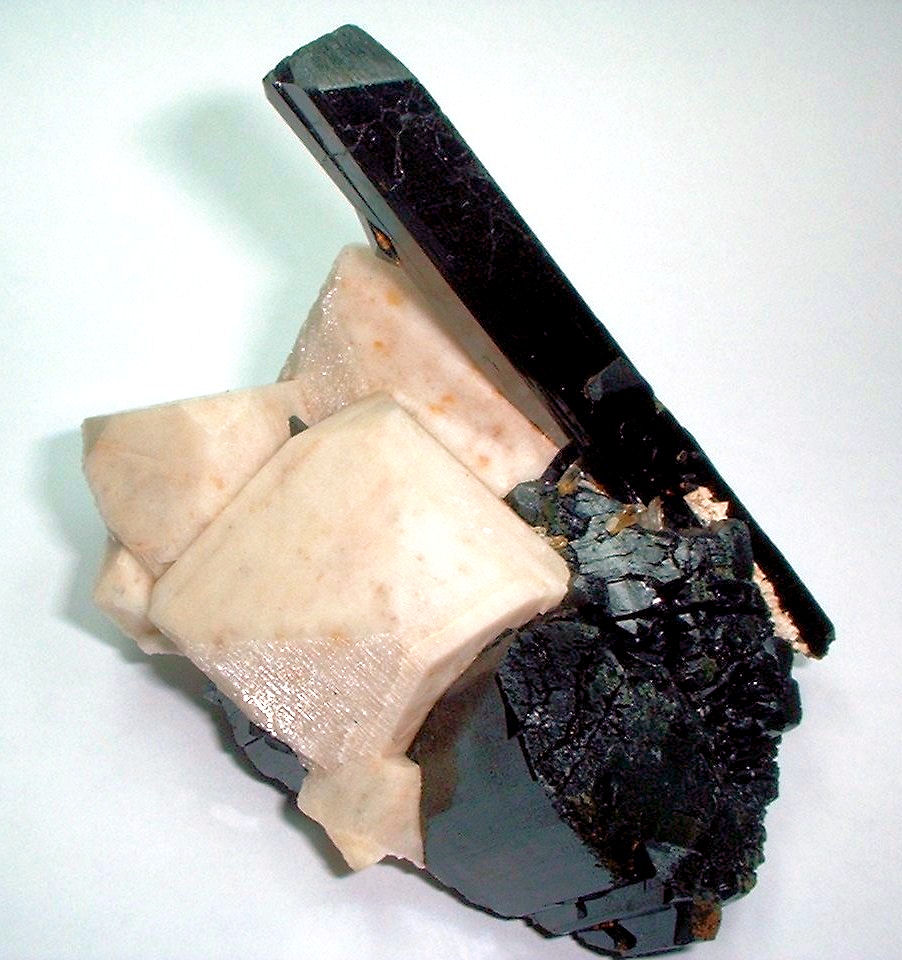
Cristall monoclínic d'aegirina amb ortosa de Mount Malosa, Zomba District, Malawi (mida: 85 mm x 83 mm)
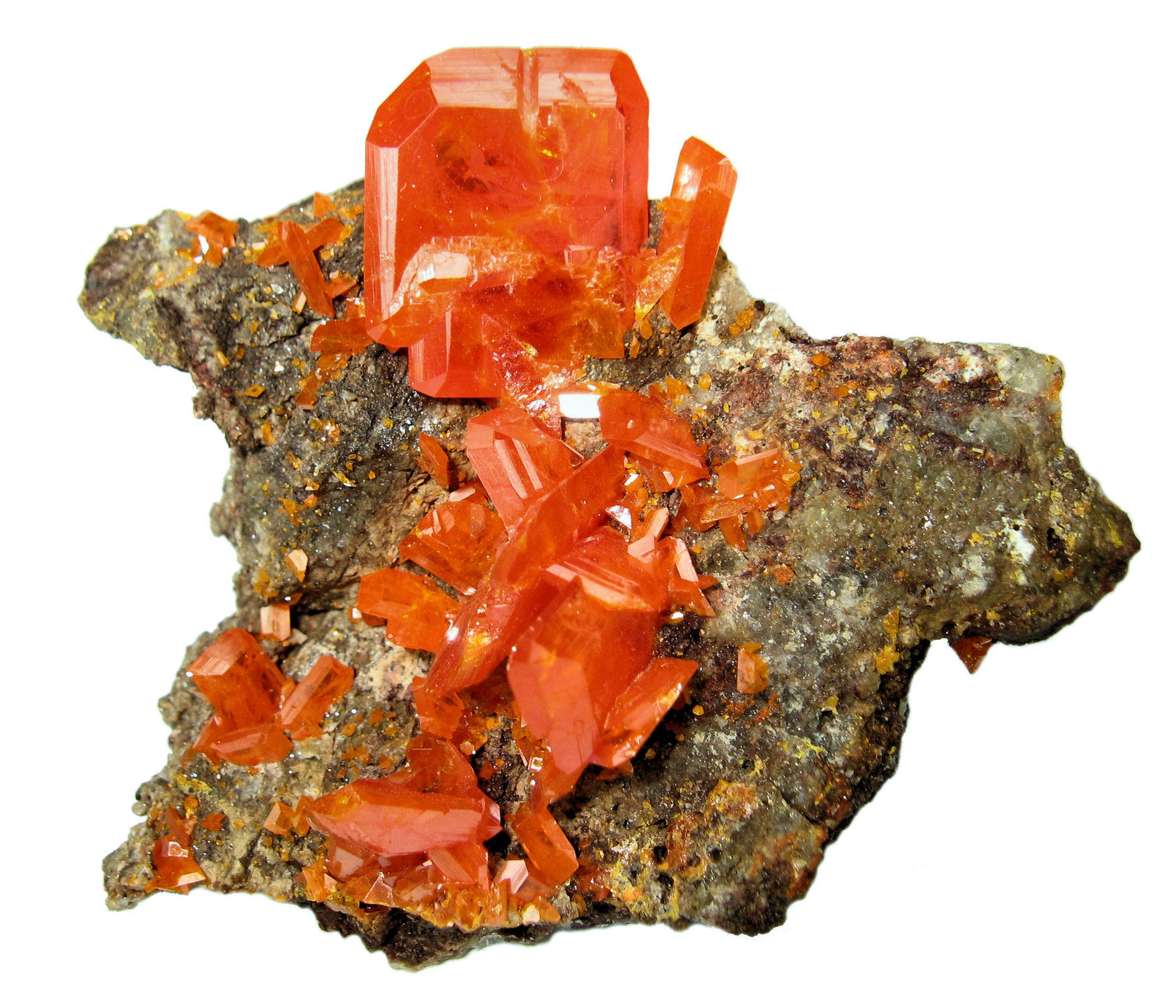
Wulfenita de Red Cloud Mine, Silver District, Trigo Mts, La Paz Co., Arizona, EUA (mida: 63 mm x 48 mm x 25 mm)
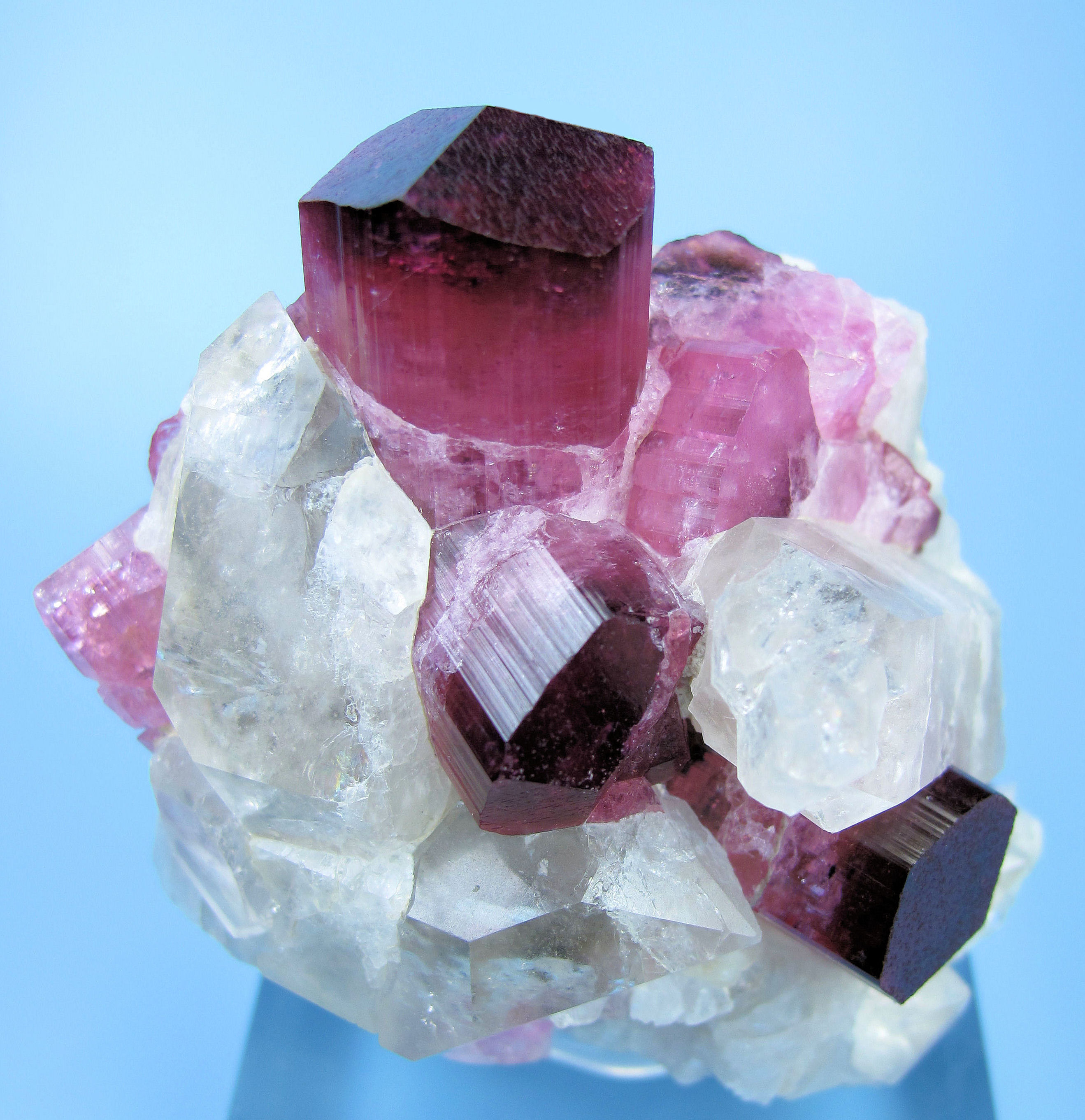
Turmalina (elbaïta) amb quars de Male, Mogok, Sagaing, Mandalay, Myanmar (mida: 61 mm x 60 mm x 52 mm)
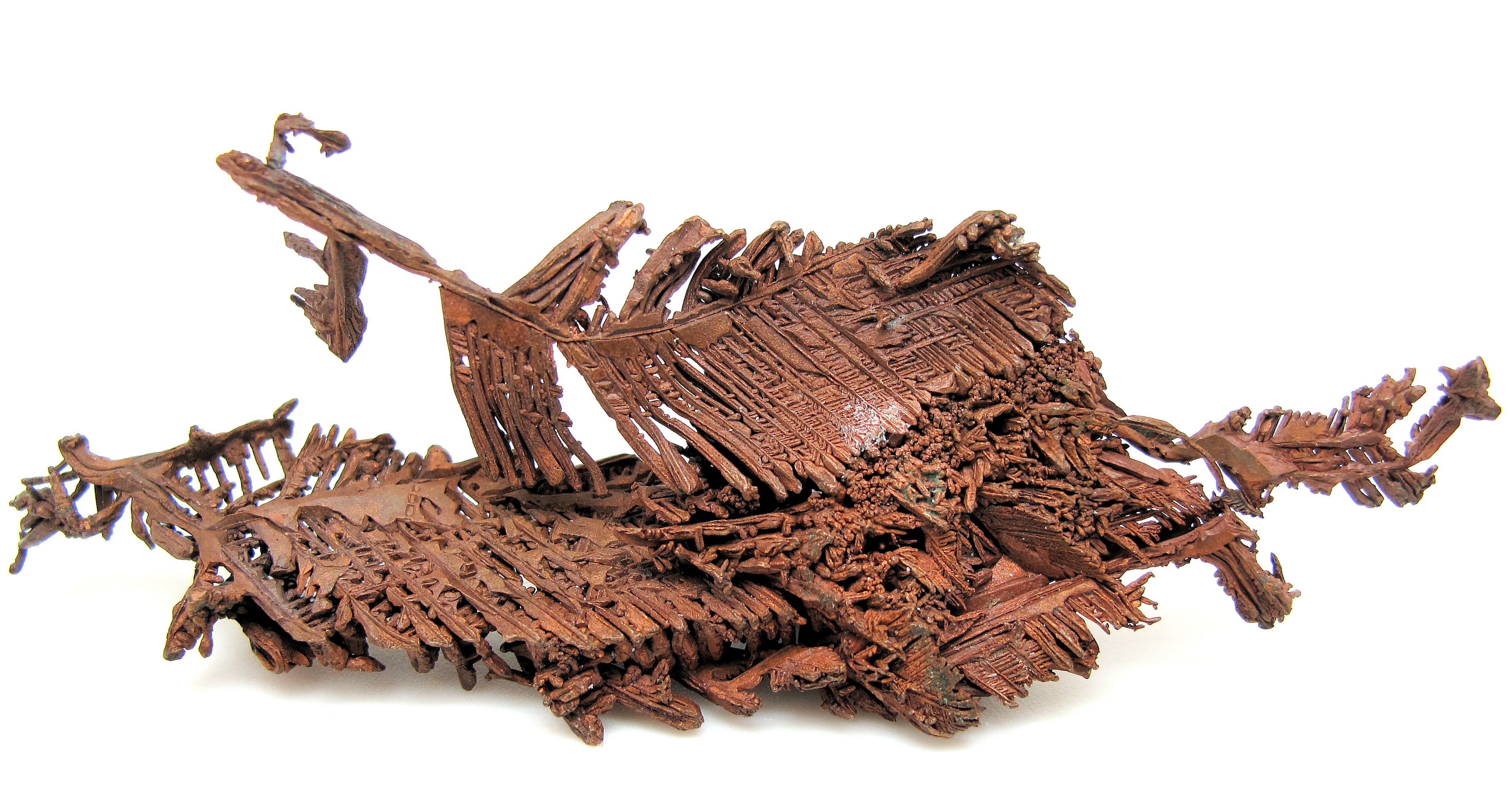
Coure natiu de Mina San Agustín, Corocoro, Pacajes, La Paz, Bolívia (mida: 87 mm x 29 mm x 11 mm)
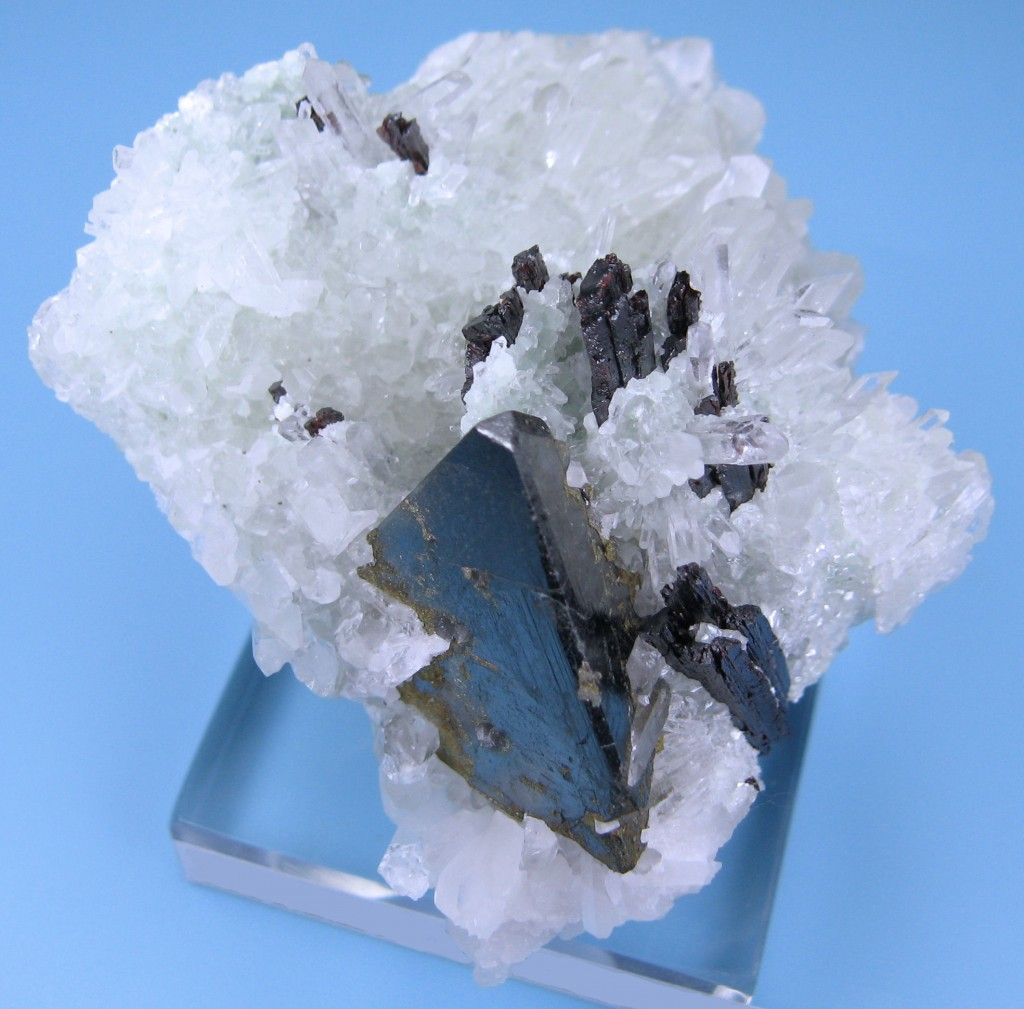
Cristall tetraèdric de tetraedrita amb quars i hübnerita de Mina Mundo Nuevo, Huamachuco, Sánchez Carrión, La Libertad, Perú (mida: 61 mm x 57 mm)
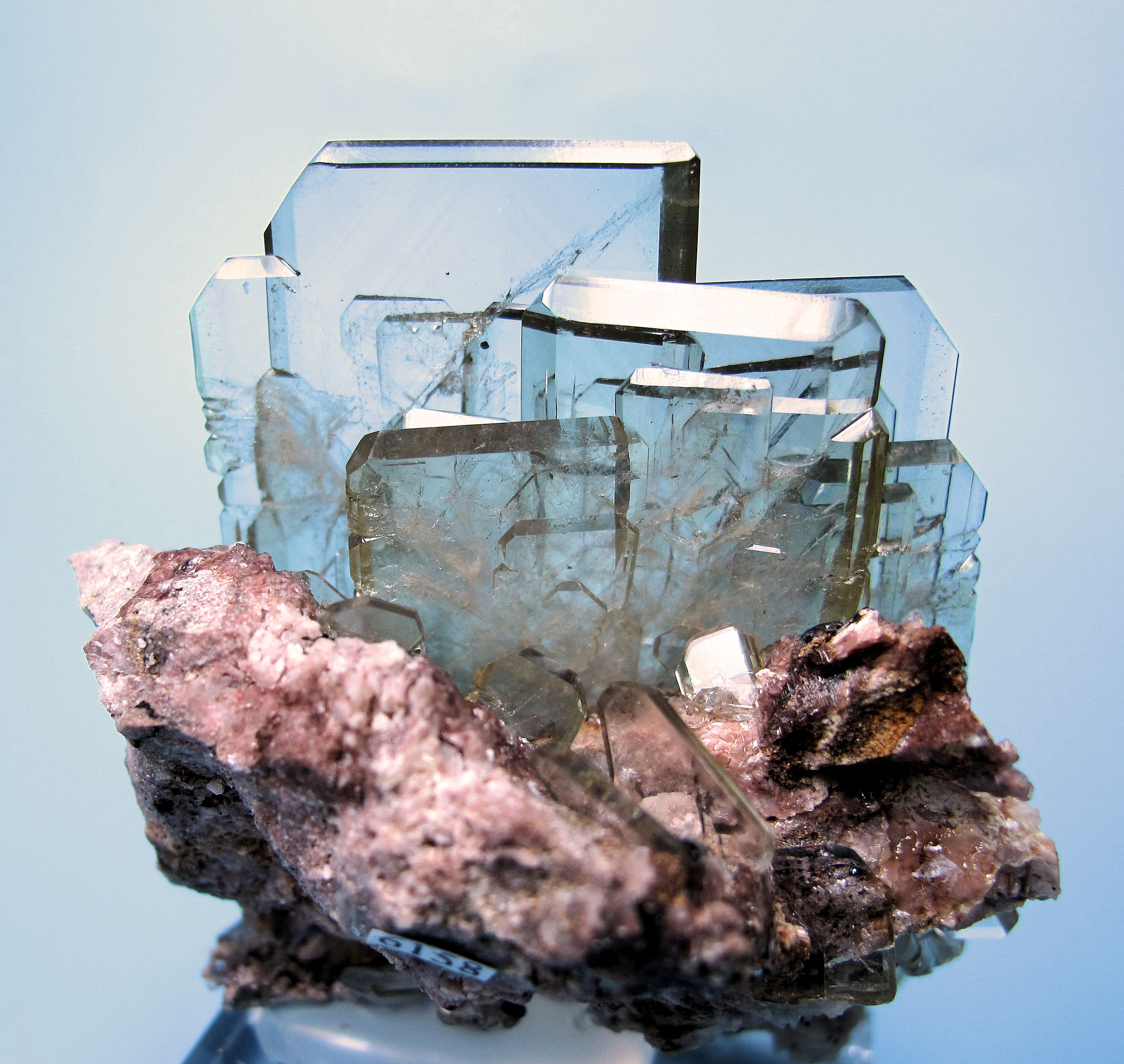
Barita de Cerro Huarihuyn, Miraflores, Huamalíes, Huánuco, Perú (mida: 56 mm x 53 mm)
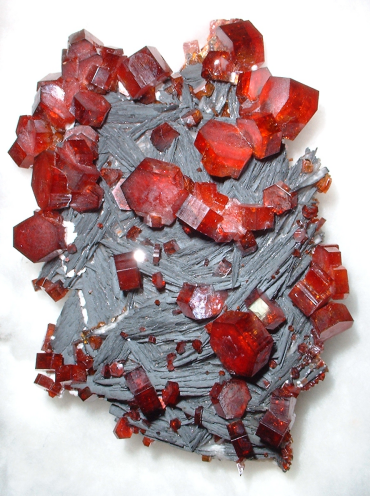
Vanadinita amb barita d'ACF Mine, Mibladen, Midelt, Khénifra, Meknès-Tafilalet, Marroc (mida: 92 mm x 62 mm)
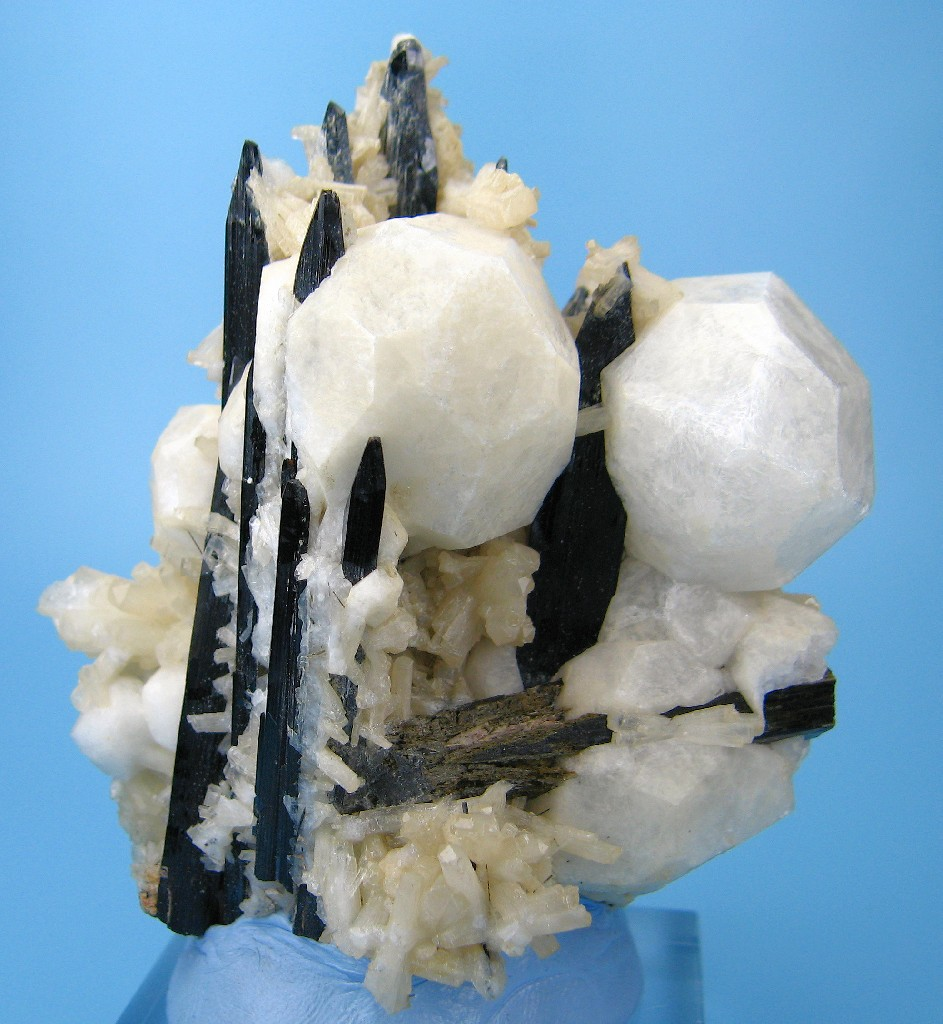
Analcima amb aegirina i natrolita, de Mont Saint-Hilaire, Rouville Co., Québec (mida: 78 mm x 65 mm x 53 mm)
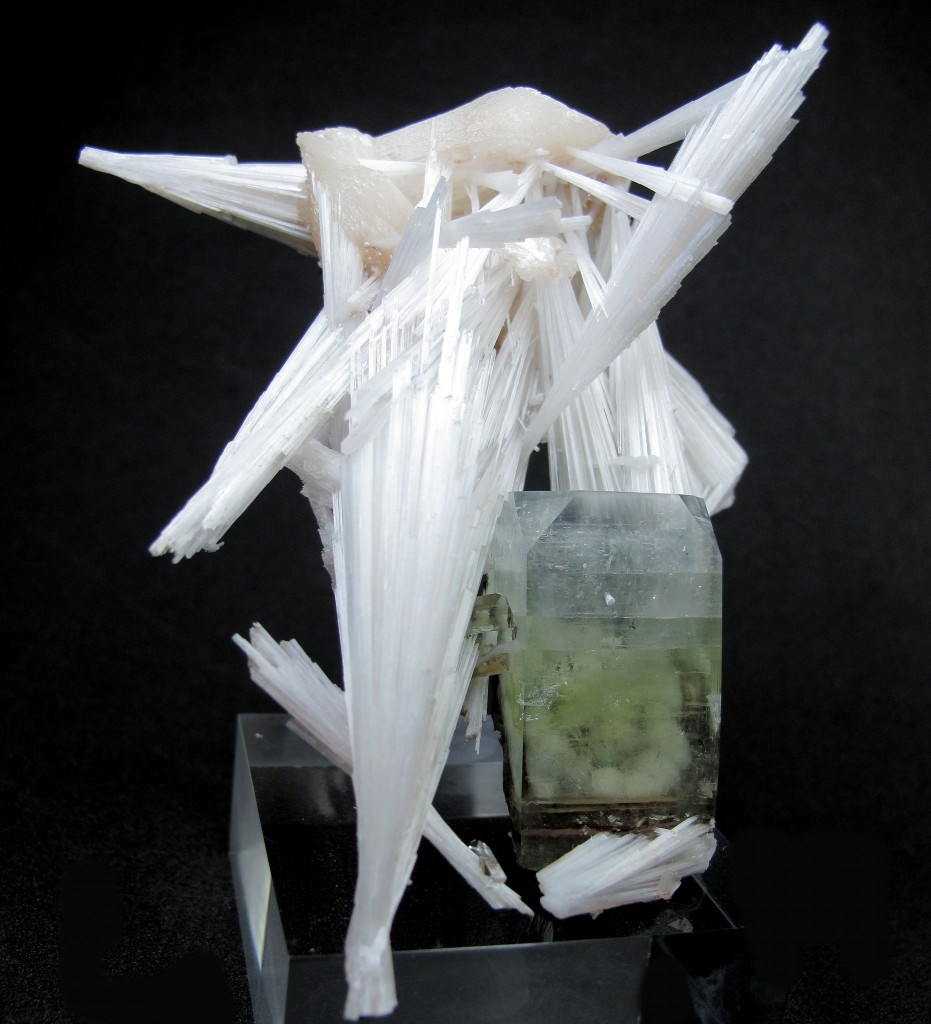
Escolecita amb apofil·lita i estilbita, d'Ahmadnagar, Maharashtra, Índia (mida: 90 mm x 84 mm)
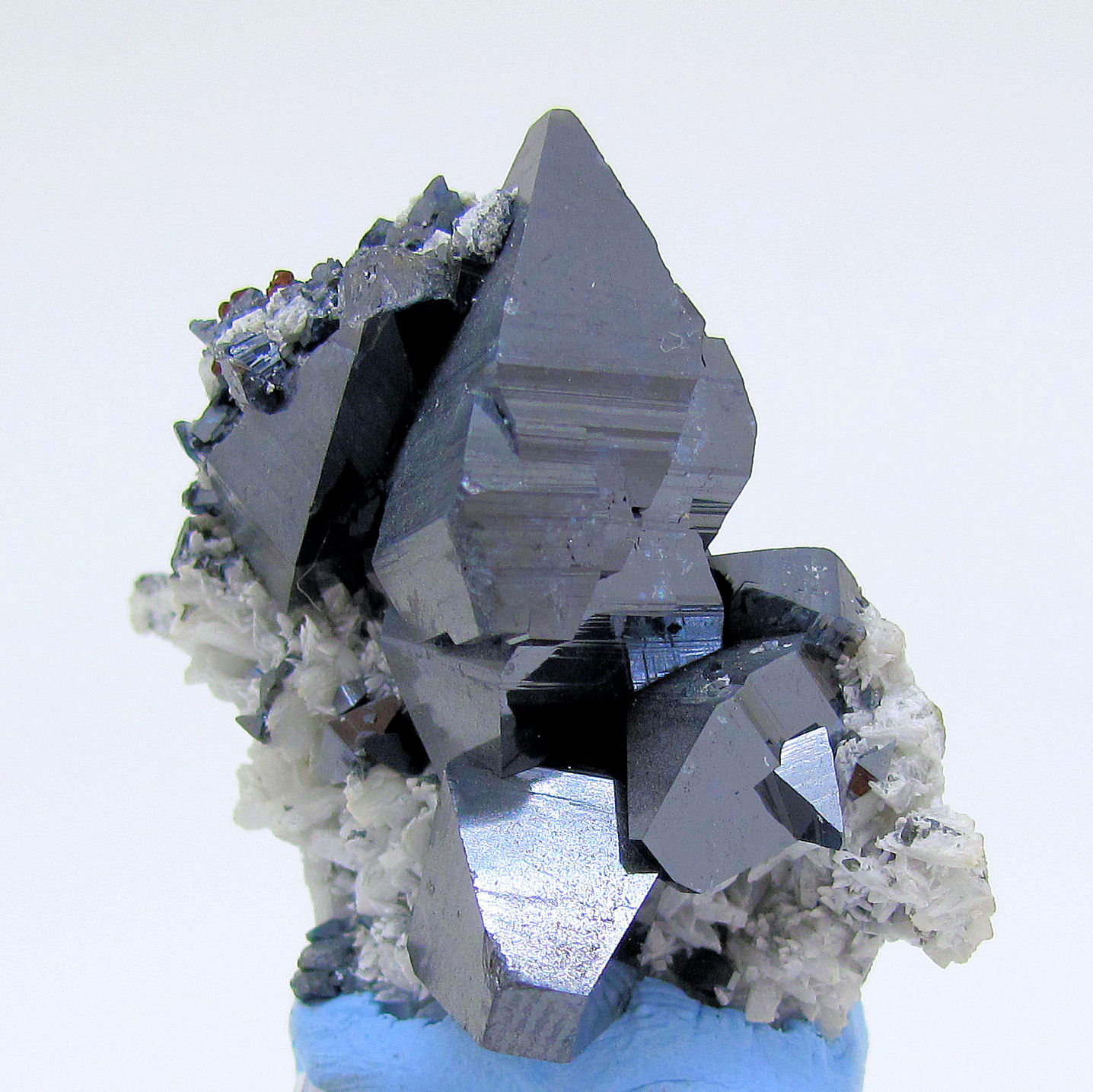
Anatasa de Dyrfonni, Viveli, Eidfjord, Hardangervidda, Hordaland, Noruega (mida: 35 mm x 31 mm)
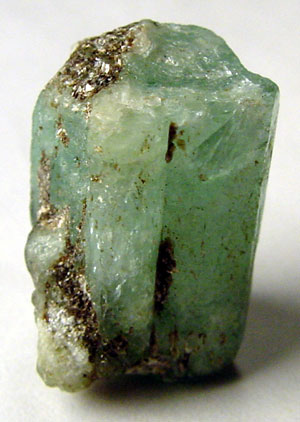
Maragda en brut
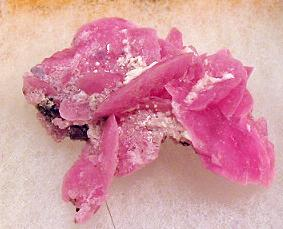
Rodocrosita
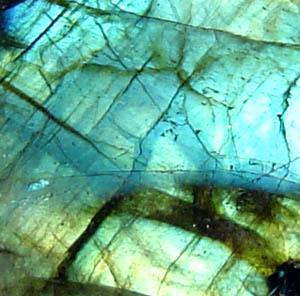
Labradorita
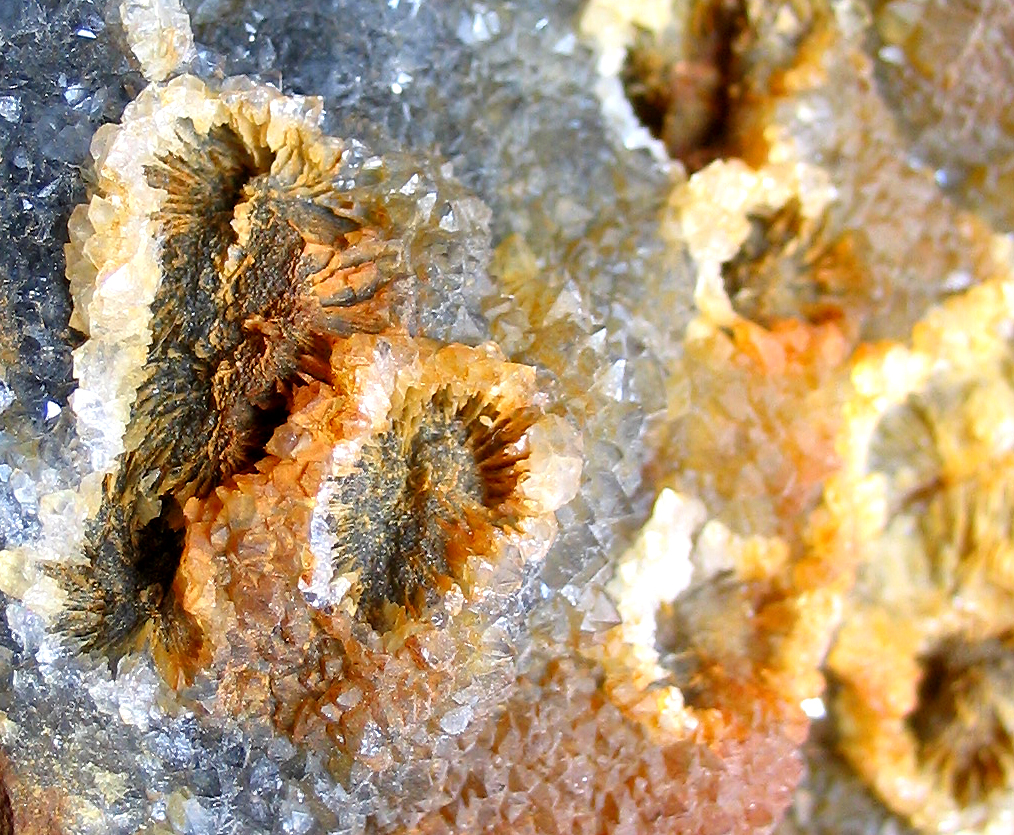
Pseudomorf
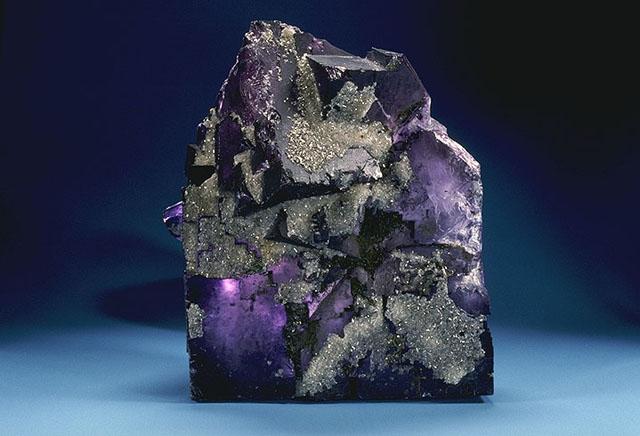
Fluorita mineral
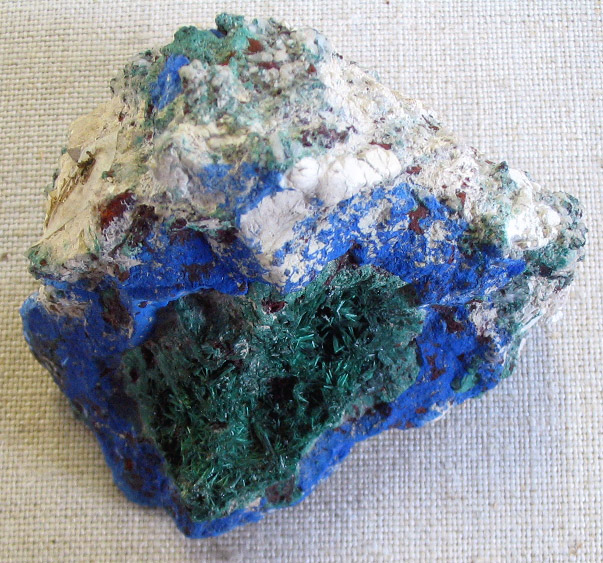
Atzurita, malaquita i altres
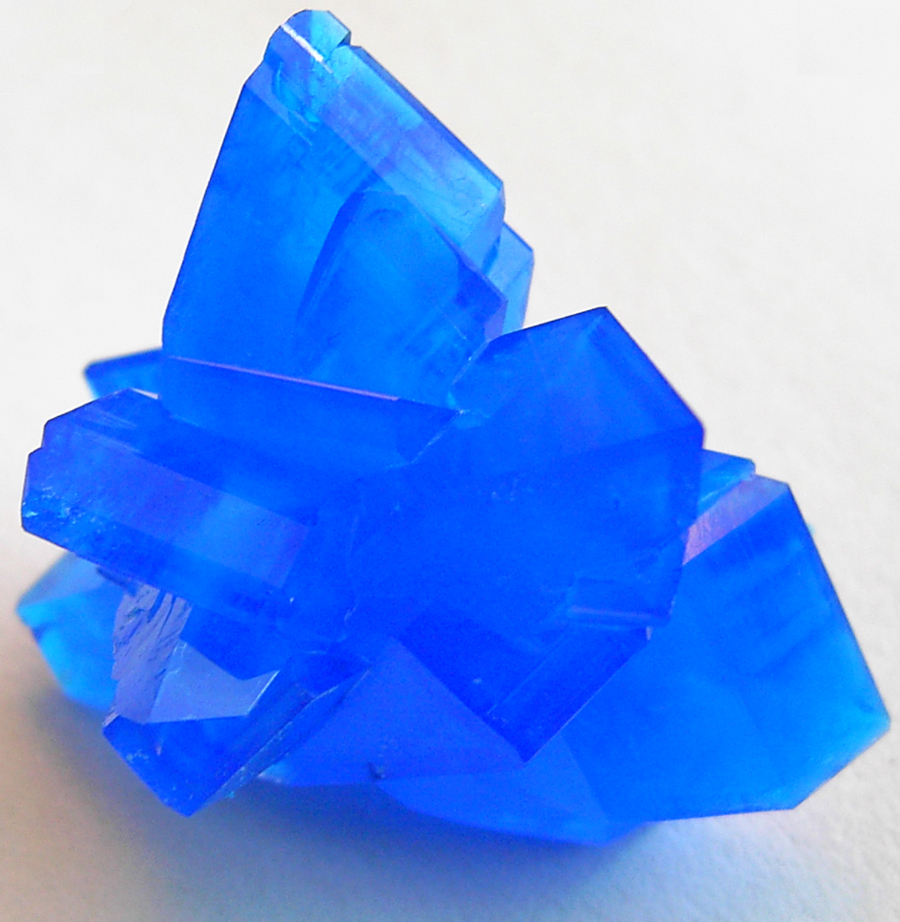
Cristall de sulfat de coure pentahidratat hidratat